# Сальфит (провинция)
Сальфит (араб. محافظة سلفيت‎) — одна из 16 провинций Государства Палестина. Расположена на северо-западе Западного берега реки Иордан. Её административный центр — город Сальфит.
Согласно переписи 2017 года, население провинции составляет 75 444 человек.